# Optivity Switch Manager
Optivity Switch Manager (OSM) ist eine Konfigurationsmanagement-Software (eingetragenes Warenzeichen) für Ethernet-Switches und Ethernet-Routing-Switches der Firma Nortel Networks, die 2009 von Avaya übernommen wurde.
Mittlerweile wurde die Software in Enterprise Switch Manager (ESM) umbenannt.

## Historie
- Versionen von OSM 1.0 bis 4.1
- ab 5.0 ESM (umbenannt)

## Basierung und Unterstützung
Es handelt sich um Software, die Java-basiert ist und die Netzwerkmanagementinformation mittels GUI visualisiert. Sie unterstützt die SNMP-standard basierte Konfiguration von Ethernet Switches. OSM unterstützt sowohl das Element Management, die dedizierte Konfiguration einzelner Geräte, sowie auch die netzwerkweite Konfiguration von Ethernet Switch-Gruppen. Die Optivity Switch Manager Software erfordert Betriebssystemplattformen wie Linux, UNIX, oder Windows. 

## Funktionalitäten
Im Überblick unterstützt die Optivity Switch Manager Software umfassende Funktionalitäten des Konfigurationsmanagements:
1. Fehler-Management: Trap Receiver, Syslog-Dateianalyse.
2. Konfigurations-Management: VLAN Manager, MLT Manager, Multicast Manager, File und Inventarisierungs-Manager.
3. Performance-Management: SNMP Echtzeitstatistik, RMON-Statistik.
4. Sicherheits-Management: Security Manager.

### Weitere Funktionalitäten
- Generelle Farbkodierung der angezeigten Netzwerkmanagementinformation
- Visualisierung Topologiekarte und Geräteverschaltung
- Suchen und Auffinden MAC- oder IP-Adressen im Ethernet
- Auffinden von Ethernet Switches mit nicht gespeicherten Konfigurationen
- Zeitgesteuertes Erzeugen von Inventarlisten
- Zeitgesteuertes Konfigurationsdateimanagement
- Syslog
- Java Device Manager
- SNMP Echtzeit-Logging
- TFTP-Service
- Task-Scheduling